# Labyrintitis
Labyrintitis is een ontsteking van het evenwichtsorgaan, waaronder de halfcirkelvormige kanalen.
De oorzaak van labyrintitis is grotendeels onbekend. Verondersteld wordt dat meestal een virusinfectie ten grondslag ligt aan de symptomen. Het kan ook het gevolg zijn van een andere infectie in het hoofd, waaronder otitis media, cholesteatoom of meningitis. Daarnaast kan het het gevolg zijn van een onderliggende algehele infectie, zoals roodvonk en tyfus, waarbij dan de verspreiding van de infectie via het bloed verloopt (hematogeen).
De belangrijkste symptomen zijn:
- draaiduizeligheid (vertigo)
- evenwichtsproblemen
- gehoorproblemen
- schokbewegingen van de ogen (nystagmus)
- misselijkheid
- braken

In de acute fase wordt soms antibiotica gegeven, maar bewijs voor effectiviteit hiervan is niet voorhanden. Daarnaast wordt medicatie tegen de misselijkheid geadviseerd. Medicijnen die het evenwichtsorgaan minder gevoelig maken zijn controversieel, omdat door deze medicijnen weliswaar de acute klachten afnemen maar het herstel langer kan duren. Wanneer de infectie genezen is (meestal na 7 tot 10 dagen) resteert nog een licht evenwichtsprobleem, dat zich meestal in 5 tot 6 weken herstelt.